# Lu yin
Lu Yin (chinois simplifié : 庐隐 ; pinyin : Lú Yǐn), née en 1898 à Fuzhou et décédée le 13 mai 1934 à Shanghai, est une écrivaine féministe chinoise du xxe siècle. Son travail comporte des romans, des nouvelles et explore principalement la vie des femmes chinoises au xxe siècle. Elle est associée au Mouvement du 4 Mai. Influencée par les idéaux qu'elle développe pendant ses études universitaires, elle rédige plusieurs essais sur la manière dont la libération de la femme doit se développer en Chine,.

## Liste des œuvres
- Old Friends by the Sea Shore [海滨故人] (1925)
- Manli (1928)
- A Returning Wild Goose (1930)
- Thorns of Roses (1933)
- A Woman's Heart (1933)
- The Ivory Ring (1934)
- Lu Yin's Autobiography (1934)
- Glimpse of Tokyo (1935)
- Flames (1936)